# An Teallach
Der An Teallach (Der Amboss oder Die Schmiede auf Gälisch) ist ein bis zu 1.062 m (3.484 ft) hohes Bergmassiv in Schottland und liegt in Wester Ross in der Council Area Highland. Es liegt im nördlichen Teil des Fisherfield Forest, einem kaum erschlossenen und weitgehend unbewohnten Gebiet zwischen Kinlochewe, Poolewe und Ullapool.

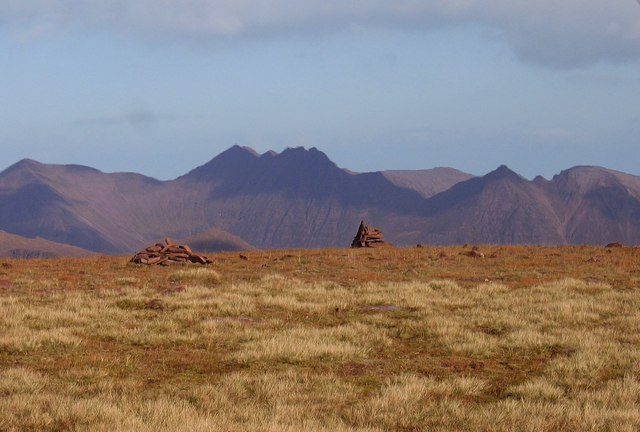
Das Massiv des An Teallach vom Gipfel des A' Mhaighdean

Das Massiv des An Teallach zieht sich halbkreisförmig nach Osten geöffnet um das kleine Loch Toll an Lochain und besteht insgesamt aus zehn größeren Gipfeln, von denen zwei, der Bidean a' Ghlas Thuill (oder Bidein a' Ghlas Thuill, 1.062 m) und der zwei Meter niedrigere Sgùrr Fiona als Munros eingestuft sind. Bis 1981 wurde der Sgùrr Fiona lediglich als Top eingestuft.
Überwiegend besteht der An Teallach aus torridonischem Sandstein. Ähnlich wie die Berge bei Torridon weist der An Teallach daher steile, leicht terrassierte Gipfelbereiche auf, durch die sich tiefe Gullies und Corries talwärts ziehen. Der nach beiden Seiten steil abfallende Grat zwischen den beiden Hauptgipfeln ist mit Felszinnen und Felsnadeln besetzt. Die Überschreitung des Grats ist daher eine ernsthafte Bergtour, die Schwindelfreiheit und Trittsicherheit erfordert. Ausgangspunkte für Touren zum An Teallach befinden sich entlang der A832 in der Nähe von Dundonnell am Little Loch Broom, einem Meeresarm südlich von Ullapool.
Der An Teallach gilt als einer der schönsten, aber auch schwierigsten schottischen Berge. Bei einer Leserwahl eines britischen Outdoormagazins belegte er zusammen mit dem Ladhar Bheinn, dem Ben Nevis, dem Liathach und dem Buachaille Etive Mòr die vorderen Plätze, ebenso in der Einstufung durch die Nutzer einer schottischen Wanderwebseite.